# Nyírgelse, Szabolcs-Szatmár-Bereg
Nyírgelse  este un sat în districtul Nyírbátor, județul Szabolcs-Szatmár-Bereg, Ungaria, având o populație de 1.185 de locuitori (2011). 

## Demografie
Componența etnică a satului Nyírgelse
     Maghiari (99,71%)
     Necunoscut (0,29%)
     Alții (0,29%)
Componența confesională a satului Nyírgelse
     Greco-catolici (44,39%)
     Reformați (18,14%)
     Romano-catolici (12,49%)
     Fără religie (2,45%)
     Necunoscută (22,53%)
     Alte religii (0,59%)
Conform recensământului din 2011, satul Nyírgelse avea 1.185 de locuitori. Din punct de vedere etnic, majoritatea locuitorilor (99,71%) erau maghiari. Apartenența etnică nu este cunoscută în cazul a 0,29% din locuitori. Nu există o religie majoritară, locuitorii fiind greco-catolici (44,39%), reformați (18,14%), romano-catolici (12,49%) și persoane fără religie (2,45%). Pentru 22,53% din locuitori nu este cunoscută apartenența confesională.